# Министерство здравоохранения Ирландии
Министерство здравоохранения Ирландии (ирл. An Roinn Sláinte) — министерство в Республике Ирландия. Осуществляет поддержку, защиту и расширение прав и возможностей отдельных лиц, семей и их общин, чтобы те могли полностью реализовать свой потенциал здоровья, ставит здоровье в центр государственной политики, нацелено на предоставление высококачественной, справедливой и эффективной охраны здоровья и социальных услуг.

## История
Министерство здравоохранения было создано в 1947 году. До этого министерство по вопросам местного самоуправления и общественного здоровья заботилось о здравоохранении. В 1997 году министерство было переименовано в Министерство здравоохранения и по делам детей, которое в 2011 году переименовано в  Министерство здравоохранения. 

## Мандат
- Разработка политики, опирающейся на научно обоснованные подходы и обеспечение направления на национальные приоритеты в области здравоохранения; обеспечение того, чтобы качество и соотношение цены и качества улучшались путём реализации научно обоснованного подхода, опирающегося на мониторинг и оценку.
- Защита интересов пациентов и потребителей и поддержка практикующих врачей и прочих специалистов, с тем, чтобы они удовлетворяли требования самых высоких стандартов, обеспечивая разумную и надлежащую нормативную базу.
- Обеспечение эффективного руководства над ресурсами здравоохранения, требующего ответственности за достижение результатов, включая финансовые, управленческие и клинические подотчетности, а также путём предоставления базы, включающей расширение услуг в области планирования на национальном уровне для улучшения общего управления системой здравоохранения.
- Выполнение обязательств государства по отношению к ЕС, ВОЗ, Совету Европы и другим международным органам и дальнейшее осуществление сотрудничества по  повестке дня, принимаемой Север-Южным Советом министров.